# История русского масонства 1845—1945
«История русского масонства 1845—1945» — книга историка масонства Андрея Ивановича Серкова о 100-летнем периоде русского масонства.

## Издание
Книга издана в 1997 году в «Издательстве имени Н. И. Новикова». Данная монография охватывает так называемый «третий» период в истории русского масонства. Само издание выходит за временные рамки XX века, что отражено и заголовка. Первая дата (1845) обозначает год посвящения в масонство М. А. Бакунина; вторая (1945) повествует о возобновлении работ в русских ложах Парижа в канун окончания второй мировой войны.

### Характеристики
Автор: А. И. Серков
Название: История русского масонства 1845—1945
Издательство: «Издательство имени Н. И. Новикова»
Год: 1997
Тип обложки: Твердый переплет
Страниц: 400
Тираж: 1000 экз.
Формат: 60x84/16
ISBN 5-87991-015-6

## Общее направление
На данную историографическую работу часто ссылаются разные авторы и исследователи масонства. Так, достаточно часто, в своих книгах, опираются на материалы Серкова и его книги такие историки как Карпачёв и Брачёв. Фактически не одно издание не проходит без использования архивных источников использованных в книге «История русского масонства 1845—1945», а равно как и в других книгах автора.